# Финале Купа европских шампиона 1982.
Финале Европског купа 1982. је била утакмица одиграна 26. маја 1982. године на крају сезоне Европског купа 1981–82. Победник Прве лиге фудбалске лиге Астон Вила победила је победника Бундеслиге Бајерн Минхен са 1:0 на стадиону Фајенорда у Ротердаму, Холандија, и освојила свој први (и до сада једини) Куп Европе. Ово је наставило низ енглеских тимова који су освајали такмичење у шест узастопних сезона.

## Пут до финала
| Бајерн Минхен         | Бајерн Минхен | Бајерн Минхен | Бајерн Минхен | Коло         | Астон Вила    | Астон Вила | Астон Вила | Астон Вила |
| --------------------- | ------------- | ------------- | ------------- | ------------ | ------------- | ---------- | ---------- | ---------- |
| Противник             | Ук. рез.      | 1. ута        | 2. ута        |              | Противник     | Ук. рез.   | 1. ута     | 2. ута     |
| Естер                 | 6–0           | 1–0 (г)       | 5–0 (д)       | Прво коло    | Валур         | 7–0        | 5–0 (д)    | 2–0 (г)    |
| Бенфика               | 4–1           | 0–0 (г)       | 4–1 (д)       | Друго коло   | Динамо Берлин | 2–2 (a)    | 2–1 (г)    | 0–1 (д)    |
| Универзитатеа Крајова | 3–1           | 2–0 (г)       | 1–1 (д)       | Четвртфинале | Динамо Кијев  | 2–0        | 0–0 (г)    | 2–0 (д)    |
| ЦСКА Софија           | 7–4           | 3–4 (г)       | 4–0 (д)       | Полуфинале   | Андерлехт     | 1–0        | 1–0 (д)    | 0–0 (г)    |

## Утакмица

### Детаљи
После 10 минута, голман Астон Виле Џими Ример поновио је повреду рамена. Његова замена, Најџел Спинк, касније је направио свој други првитимски наступ за клуб. Његов учинак у спречавању Бајерна да постигне гол током меча је био веома хваљен, а многи га виде као стварање играча који ће бити Вилин први голман у наредних 10 сезона.
Бајерн је нашао мрежу на три минута игре до краја, али је гол поништен због офсајда. Вила је и други пут нашла лопту у мрежи неколико секунди пре краја меча, али је и овај гол поништен.
Коментар Брајана Мура о победничком голу приказан је на огромном банеру преко штанда Дага Елиса у Вила парку:
| „ | Шо, Вилијамс се припремио да спусти лево. Има добра лопта за Тонија Морлија. О, мора бити и јесте! То је Петер Вајт. | ” |

Као бранилац титуле Европе, Вила је за наредну сезону позвана у Европски куп, Суперкуп Европе и Интерконтинентални куп. Њихова одбрана Европског купа завршена је поразом у четвртфиналу од Јувентуса. Победили су Барселону укупним резултатом 3–1 и освојили Суперкуп, али су изгубили 2–0 од уругвајског клуба Пењарол за Интерконтинентални куп у Токију, Јапан.
После утакмице, велики број играча је заменио мајице; Питер Вит и Најџел Спинк су касније добили назад своје мајице. Од 2024. године, капитен Денис Мортимер још увек тражи своју мајицу.
| Бајерн Минхен | 0–1      | Астон Вила |
| ------------- | -------- | ---------- |
|               | Извештај | Вајт 67’   |

| Бајерн Минхен | Астон Вила |

| GK               | 1  | Манфред Милер       |  |     |
| RB               | 2  | Вилфганг Дремлер    |  |     |
| CB               | 4  | Хајнс Вајнер        |  |     |
| CB               | 5  | Клаус Аугенталер    |  |     |
| LB               | 3  | Удо Хорсман         |  |     |
| RM               | 10 | Рајнхолд Мати       |  | 51’ |
| CM               | 6  | Волфганг Краус      |  | 78’ |
| CM               | 8  | Пол Брајтнер (c)    |  |     |
| LM               | 7  | Бернд Дурнбергер    |  |     |
| CF               | 9  | Дитер Хенес         |  |     |
| CF               | 11 | Карл Хајнц Румениге |  |     |
| Резервни играчи: |    |                     |  |     |
| GK               | 12 | Валтер Јунгханс     |  |     |
| MF               | 13 | Курт Нидермајер     |  | 78’ |
| DF               | 14 | Ханс Пфлуглер       |  |     |
| MF               | 15 | Асгајер Сигурвинсон |  |     |
| MF               | 16 | Гинтер Гитлер       |  | 51’ |
| Менаџер:         |    |                     |  |     |
| Пал Чернаи       |    |                     |  |     |

| GK               | 1  | Џими Ример         |     | 9’ |
| RB               | 2  | Кени Свејн         |     |    |
| CB               | 5  | Кен Мекнат         |     |    |
| CB               | 4  | Алан Еванс         |     |    |
| LB               | 3  | Гари Вилијамс      | 38’ |    |
| CM               | 6  | Денис Мортимер (c) |     |    |
| CM               | 10 | Гордон Кауанс      |     |    |
| CM               | 7  | Дес Бремнер        |     |    |
| RW               | 9  | Питер Вајт         |     |    |
| CF               | 8  | Гери Ша            |     |    |
| LW               | 11 | Тони Морли         |     |    |
| Резервни играчи: |    |                    |     |    |
| MF               | 12 | Пат Херд           |     |    |
| MF               | 13 | Енди Блер          |     |    |
| FW               | 14 | Дејвид Гедис       |     |    |
| DF               | 15 | Колин Гибсон       |     |    |
| GK               | 16 | Најџел Спинк       |     | 9’ |
| Менаџер:         |    |                    |     |    |
| Тони Бартон      |    |                    |     |    |

Званичници
- Помоћни судија (црвена заставица): Џол Кињу (Француска) [7]
- Помоћни судија (жута заставица): Рене Лопез (Француска)